# Nextroom
nextroom ist eine Online-Datenbank, die sich mit zeitgenössischer Architektur beschäftigt. Das Portal bietet umfangreichen Zugang zu Profilen von Architekten und Gebäuden in Österreich sowie den umliegenden Ländern, wie  Slowakei, Slowenien und Ungarn. 

## Geschichte und Organisation
nextroom wurde 1996 vom Schweizer Architekten Jürg Meister gegründet. Inzwischen ist nextroom, basierend auf einer umfangreichen Bauten-, Bilder- und Textdatenbank zu einem umfangreichen Archiv zeitgenössischen Bauens angewachsen. Fokus liegt auf Österreich, jedoch werden auch andere Gebiete erfasst. 
nextroom wird heute vom Verein zur Förderung der kulturellen Auseinandersetzung betreut und erhält Mittel aus der Architekturförderung des österreichischen Bundeskanzleramts.

## Inhalte
Die Inhalte umfassen
- Darstellung aktueller Architekturprojekte
- tägliche Presseschau der wichtigsten deutschsprachigen Zeitungen und Fachzeitschriften
- Online-Bibliothek mit umfangreichem Verzeichnis von Architekturtiteln
- nextmobile (für PDAs)
- nextGIS (Landkarten und Stadtpläne)
- archbau (Werkzeug zur Herstellung für Architekturwebsites)
- nextland (Sammlung für Landschaftsarchitektur) – kuratiert von der Österreichischen Gesellschaft für Landschaftsarchitektur und Landschaftsplanung (ÖGLA)  mit dem Institut für Landschaftsarchitektur (ILA) an der Universität für Bodenkultur Wien.[1]

Partner sind etwa das Architekturzentrum Wien (das auf seiner Webseite die Architektur vor 1945 in Österreich erarbeitet) und aut.architektur und tirol (ex Architekturforum Tirol), zwei der bisher vier „Häuser der Architektur“ in Österreich, und etliche andere Architekturorganisationen in Österreich und Europa, mit denen Austausch an Inhalten stattfindet (etwa Het Nieuwe Instituut, ex NAI, in Rotterdam).
Ein Schwerpunkt liegt auch in der Erfassung von Nachhaltigem Bauen, in Kooperation mit der Österreichischen Gesellschaft für Nachhaltiges Bauen.